# Карская, Ида Григорьевна

Ида Григорьевна Карская (урождённая Ита Гершковна Шрайбман; также известна как Ида Шрайбман-Карская; 5 июля 1905, Бендеры, Бессарабская губерния — 23 марта 1990, Париж) — французский живописец, график и книжный иллюстратор.

## Биография
Родилась 22 июня (по старому стилю) 1905 года в Бендерах в семье бендерского мещанина Герша Нухимовича Шрайбмана (1879—1934) и Цивьи Шрайбман. Училась в румынской гимназии в Черновицах. С 1922 года училась медицине сначала в Генте (Бельгия), а с 1924 года — на медицинском факультете Парижского университета. В Париже вошла в круг русских художников и поэтов, обучалась у Хаима Сутина, с 1935 года целиком посвятила себя живописи и уже в 1936 году выставлялась в салоне Тюильри. В 1930 году вышла замуж за художника и журналиста Сергея Осиповича Карского (2 июня 1902 — 21 марта 1950).
Сёстры Карской также входили в литературно-художественную элиту русской эмиграции — Дина Шрайбман (графиня Татищева; 1906—1940, возлюбленная поэта Бориса Поплавского и прототип Терезы — героини его романа «Аполлон Безобразов», которой посвящено его стихотворение «Остров смерти»; жена Николая Дмитриевича Татищева, умерла в оккупированной Франции 17 августа 1940 года) и Бетя (Бетти) Шрайбман (была депортирована как иностранная подданная еврейского происхождения и погибла в концентрационном лагере).
После оккупации города в 1940—1941 годах работала в мастерской по росписи шарфов и плакатов, затем бежала в Монпелье, где в 1943 году прошла первая персональная выставка художницы (галерея Favier). Вторая персональная выставка прошла уже после войны — в 1946 году в парижской галерее Pétridès. Оставила портрет Антонена Арто, написанный незадолго до его смерти. С конца 1940-х годов всё более тяготела к абстракционизму, стала включать в свои работы объёмные элементы, в начале 1950-х годов занялась коллажами. В 1962 году состоялась персональная выставка работ послевоенного времени в парижской галерее Flinker. Занималась также созданием ковровых узоров и картонов для декоративных настенных ковров.
С 1970-х годов включила в своё творчество куклы, в частности в 1989 году был закончен кукольный цикл «Семь саркофагов». Последняя прижизненная выставка состоялась в парижской галерее Philip (1989).
Иде Карской посвящены стихотворения Бориса Поплавского «Звёздный яд» (В гробовом таинственном театре) и «Морелла», а также картина Исаака Анчера «В саду у Иды Карской» (Dans le jardin d’Ida Karsky, 1941).

## Семья
Сын — Мишель Карский (Michel Karsky, род. 25 октября 1936), композитор, автор музыки к мультипликационным картинам Сержа Аведикяна, акусматических композиций (musique acousmatique).